# Anton Averkamp

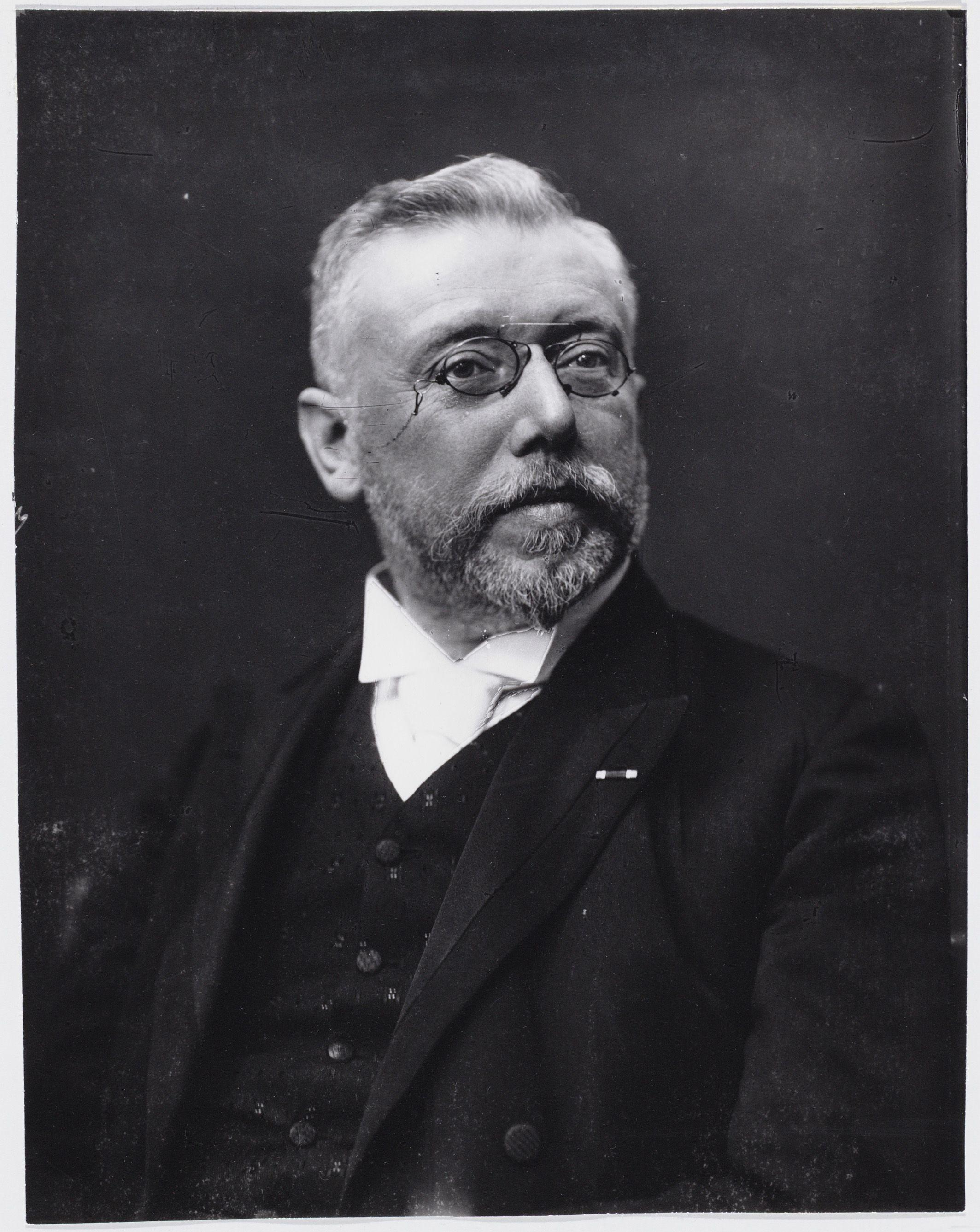
Anton Averkamp

Anton Averkamp (* 18. Februar 1861 in Cabauw in der Provinz Utrecht; † 1. Juni 1934 in Bussum) war ein niederländischer Chorleiter und Komponist.

## Leben
Anton Averkamp wuchs in Amsterdam auf. Er absolvierte eine kaufmännische Ausbildung. 1879 wurde er Schüler von Daniël de Lange  für Klavier und Musiktheorie. Ab 1883 studierte er bei Friedrich Kiel an der Berliner Hochschule. Ein Jahr später wechselte er nach München und setzte sein Studium bei Josef Gabriel Rheinberger fort. 1886 kehrte er nach Amsterdam zurück. Er fand eine Anstellung an der Musikschule als Lehrer für Solo- und Chorgesang. Gleichzeitig nahm er selbst zwei Jahre Gesangsunterricht bei Johan Messchaert. Ihm schwebte die Wiederbelebung der Renaissance-Polyphonie vor. 1890 gründete er einen a-cappella-Chor von internationalem Ruf, mit dem er mehrstimmige Musik des 15. und 16. Jahrhunderts aufführte. Von 1898 bis 1910 war er außerdem als Kritiker für das Wochenblatt De Amsterdammer (heute De Groene Amsterdammer) tätig. 1903 eröffnete er eine eigene Gesangsschule. Von 1919 bis 1933 wirkte er als Direktor der Utrechter Musikschule Mattschappij tot Bevordering der Toonkunst in der Nachfolge von Johan Wagenaar.

## Werke (Auswahl)

### Werke mit Opuszahl
- Sechs Lieder für mittlere Singstimme und Klavier op. 1, Praeger & Meier, Bremen 1890 OCLC 71723679 II Es stand ein Veilchenstrauss, Text: Em. Seibel
- Sonate in D für Violine und Klavier op. 2, Praeger & Meier, Bremen, 1890 OCLC 165541065
- Drei Gedichte für dreistimmigen Frauenchor und Klavier op. 3, G. Alsbach & Co., Amsterdam, 1907 OCLC 1380692206 OCLC 66206724 I Löse, Himmel, meine Seele II Wiegenlied III Hinaus
- Das Paradies für eine Singstimme und Klavier op. 4, Text: Robert Hamerling, Stumpff en Koning, Amsterdam 1894 OCLC 915873891 Incipit: Ausgegangen war ich zu suchen das verlorne Paradies
- Sechs Gedichte von Hélène Swarth für Singstimme und Klavier op. 5, De Algemeene Muziekhandel,  Amsterdam OCLC 71633468 I In 't donker [Im Dunkeln] II Mijn naam [Mein Name] III Rouw [Trauer] IV Medelijden [Mitleid] V Nieuwe lente [Neuer Frühling] VI Voor mij alleen [Für mich allein]
- Betlehem, Kantate für Tenor- und Baritonsolo, vierstimmigen Männerchor mit Orgel oder Klavier op. 6, Text: G. Th. Antheunis (1840–1907), van Rossum, Utrecht, 1897 OCLC 427641017
- Elaine und Lancelot, Sinfonische Dichtung op. 7,  Zimmermann Musikverlag, Leipzig 1900; Giessel, Bayreuth, 1995 OCLC 725335918
- Decora lux, Hymnus für vier Solostimmen, gemischten Chor und Orchester op. 8, Alsbach & Co., Amsterdam, 1903 OCLC 65877076 OCLC 1380692582
- Nacht für vierstimmigen Männerchor op. 9, Alsbach Amsterdam, 1906 OCLC 71650320
- Sechs Gedichte für Sopran oder Tenor op. 10, Alsbach,  Amsterdam OCLC 66206432 I Sluimerlied [Schlummerlied] II Sneeuwklokjes [Schneeglöckchen] III Het stille woud [Der stille Wald] IV Zwaluwen – [Schwalben] V Vroege vlinderen [Frühe Schmetterlinge] VI Wiegelied [Wiegenlied]
- Adstant angelorum chori, Hymnus für sechsstimmigen gemischten Chor (SSATB) op. 11, 1910 OCLC 1091186347 OCLC 246570308
- Weihnachtslied für mittlere Stimme mit Begleitung von Klavier oder Orgel op. 12 Nr. 2, Text: Anna Anghina, Alsbach, Amsterdam, 1921 OCLC 71641924 Incipit: Maria en Jozef die kwamen bij nacht [Maria und Josef, die kamen bei nacht]
- Schemer [Dämmerung] für Singstimme mit Klavierbegleitungop. 12 Nr. 3, Text: Felix Rutten, Roels, Gent, 1912 OCLC 915874179 Incipit: De lent, de zon, het zonnig bosc [Der Frühling, die Sonne, der sonnige Wald]

### Werke ohne Opuszahl
- Sextett für Flöte, Oboe, Klarinette, Horn, Fagott und Klavier, um 1914 OCLC 165260982
- Humoreske für dreistimmigen Frauenchor mit Klavierbegleitung, Seyffardt, Amsterdam, 1926 OCLC 66206726
- Adoro te, für Singstimme und Klavier, Roels, Gent, 1907 OCLC 71491145
- Julfert Josten für Singstimme und Klavier, Amsterdam, 1899 OCLC 67550148
- ’t Minnegoodtje für Singstimme und Klavier, Amsterdam, 1898 OCLC 67550146
- Chorwerke mit Orchester: Die versunkene Burg
- Chorwerke a cappella: und Te deum
- De heidebloem (unaufgeführte Oper)
- Sinfonie F-Dur in einem Satz
- Albumblatt für Klavier, 1925 OCLC 843248488

### Schriften und Bücher
- Wat is "moderne muziek"? [Was ist „moderne Musik“ ?], 1905 (niederländisch) OCLC 953822749
- Uit min practijk, Wenken en raadgevingen bij het onderwijs en de studie van den solozang [Aus meiner Praxis: Tipps und Ratschläge für den Unterricht und das Studium des Sologesangs], Groningen 1916 (niederländisch) OCLC 901849665 OCLC 64372892
- De zangkunst en hare sterren [Die Gesangskunst und ihre Sterne], Krusemann, ’s Gravenhage, 1928 (niederländisch) OCLC 64372884
- Grootmesters der toonkunst [Großmeister der Tonkunst], Krusemann, ’s Gravenhage, 1930 (niederländisch) OCLC 781808458
- Beknopte geschiedenis van de koorzang [Kurze Geschichte des Chorgesangs]Lispet, Hilversum, 1956 OCLC 898863768
- De koordirigent OCLC 20144234

### Arrangements und Bearbeitungen
- Fünf geistliche Lieder für den Konzertgebrauch, aus der Sammlung Een Duytsch Musyck Boeck aus dem Jahr 1572, in Partitur gesetzt von Florimund Duyse 1903, für den Konzertgebrauch eingerichtet von Anton Averkamp 1907 OCLC 2466587
- Sieben weltliche Lieder, nach einem Stimmenbuch aus dem Jahr 1572, in Partitur gesetzt von Florimund Duyse 1903, für den Konzertgebrauch eingerichtet von Anton Averkamp 1907, Müller, Amsterdam OCLC 165429821
- Adrian Willaert: Missa super Benedicta, aus einer Handschrift in Partitur gesetzt und für den praktischen Gebrauch eingerichtet, Alsbach, Amsterdam, 1915 OCLC 497417830